# FOS
فوس (بالإنجليزية: FOS)‏ هو جين ورمي بدئي والنديد البشري للجين الورمي الرجعي v-fos، ويُرمَّز لدى البشر بواسطة جين FOS . اكتُشف أول مرة في الأرومة الليفية الخاصة بالجرذان على أنه الجين المحوِّل الخاص بفيروس الساركوما العظمية الفأرية FBJ ‏(FBJ MSV). فوس جزء من عائلة عوامل النسخ FOS التي تحمل اسمه وتشمل: FOS وFOSB وFOSL1 وFOSL2. تمت موضعته (تحديد موضعه) في المنطقة الكروموسومية 14q21→q31. يرمّز فوس بروتينا وزنه الجزيئي 62 كدا ويشكل مع JUN [الإنجليزية] (أحد أعضاء عائلة عوامل النسخ JUN) مثنويا متغايرا ينتج منه تكوُّن عامل النسخ AP-1 [الإنجليزية] (البروتين المنشط 1) الذي يستطيع الارتباط بالدنا في تسلسلات محددة متواجدة في معززات ومحسنات الجينات المستهدفة، ويقوم بترجمة الإشارات خارج الخلوية إلى تغييرات في التعبير الجيني. يلعب فوس دورا مهما في العديد من الوظائف الخلوية ووُجد أنه يُعبر عنه بإفراط في العديد من أمراض السرطان.

## البنية
فوس طوله 380 حمض أميني ويملك منطقة زمام لوسين [الإنجليزية] قاعدية من أجل التثني والارتباط بالدنا، ويملك نطاق تنشيط مفروق [الإنجليزية] في النهاية الكربوكسيلية، وعلى غرار بروتينات Jun يمكنه تشكيل مثنويات متجانسة. أظهرت الدرسات المختبرية أن مثنويات جون-فوس المتغايرة أكثر استقرارا وأشد ارتباطا بالدنا من مثنويات جون-جون المتجانسة.

## هوامش
1. ↑   الاسم الكامل له هو FBJ murine osteosarcoma viral oncogene homolog ويترجم نديد الجين الورمي الفيروسي المسبب للساركوما العظمية الفأرية FBJ أو نديد الجين الورمي لفيروس الساركوما العظمية الفأرية FBJ. والاختصار FOS متشق من "FBJ osteosarcoma virus"[1] وأحيانا يضاف إليه حرف c ويُقصد به cellular (خلوي) لتمييزه عن نظيره v-Fos الفيروسي.[2]